# Turóczi László
Turóczi László (Ungvár, 1682. május 28. – Nagyszombat, 1765. február 8.) bölcseleti és teológiai doktor, Jézus-társasági áldozópap és tanár.

## Élete
1700. november 12-én lépett a rendbe; a költészetet Nagyszombatban, a retorikát Kassán és mind a két helyt a bölcseletet 13 évig tanította; azután a nagyszombati szeminarium igazgatója volt, majd Pécsett és Egerben volt rektor és 14 évig Besztercebányán a rend harmadéves növendékeinek tanára.

## Munkái
1. Lilia in Virgineas Amoris Sancti Flammulas ad Castalios parnassi Tyrnaviensis Amnes explicata ... Tyrnaviae, 1709 (névtelenül)
2. Maria Angelorum Regina Ab Originali Primorum Parentum Labe ... Uo. 1711
3. Ungaria suis cum regibus compendio data. Uo. 1729 (újabb kiadása: Kassa, 1744 és Katona István által kiadott bővített kiadása: Nagyszombat, 1768)

Petrik és Sommervogel még 23 munkáját sorolják fel.